# 李·卡羅爾·布林格
李·卡羅爾·布林格（Lee Carroll Bollinger，1946年4月30日－），美国律师和法学教育家，曾任哥伦比亚大学校长、密歇根大学校长與达特茅斯学院院长。他是美国宪法第一修正案和言论自由领域的著名法学者。也是美国最高法院处理两个平权法案相关案件的核心人物。2010年7月，布林格被任命为纽约联邦储备银行董事会主席，之前担任副主席职务。

## 生平
布林格生于加州聖羅莎，成长于俄勒冈州貝克城。他首先获得俄勒冈大学政治学学士，后来取得哥伦比亚大学法学院法学博士。1973年进入密歇根大学法学院教学，1987年成为法学院院长。1994年担任达特茅斯学院院长，1996年又回到密歇根大学担任校长，2002年转入母校哥伦比亚大学担任校长，2023年6月30日退休。

## 个人生活
布林格的妻子是艺术家Jean Magnano Bollinger，两人育有两个孩子。

## 個人觀點
2019年8月底投書《华盛顿邮报》刊登名为《不，我不会监视外国出生的学生》一文，認為川普總統轄下的情治機構最近頻繁找他接觸要他在校內部署情報網的行為非常荒謬，並藉此將此事公開於國際大眾，尤其強調所謂「中国学生间谍」論點可笑荒唐。
布林格並表示，校內諸多課程都在教導言論和思想自由，如果同時又在校內弄情報監視網，顯得讓人自相矛盾，而美国高等教育的优势正是由其高度包容开放所带来的创新竞争力。布林格表示，FBI介入哥伦比亚大学学术。但他不会服从美国政府命令，拒绝配合监视外籍学生、访问学者。
同時建議政府，擔心國際競爭的正確藥方是對高等院校的畢業生簽發更多更寬鬆的綠卡，目前現行制度學生們在完成學業後很難長期留在美國。他們只好返回母國，用他們在這裡學習的知識貢獻母國，這在將來才是可能成為美國一大競爭因素。

## 书籍
他写过许多有关言论自由方面的文章和书籍：
- The Tolerant Society: Freedom of Speech and Extremist Speech in America (Oxford University Press, 1986) ISBN 0-19-504000-7
- Images of a Free Press (University of Chicago Press, 1991) ISBN 0-226-06349-6
- Eternally Vigilant: Free Speech in the Modern Era (University Of Chicago Press, 2002) ISBN 0-226-06353-4
- Uninhibited, Robust, and Wide-Open: A Free Press for a New Century (Oxford University Press, 2010) ISBN 019530439